# Porsche Panamericana
La Porsche Panamericana è una concept car costruita dalla casa automobilistica tedesca Porsche ed esposta al salone dell'automobile di Francoforte del 1989.

## Storia
Venne realizzata per commemorare l'80º compleanno di Ferry Porsche, fondatore dalla celeberrima casa automobilistica tedesca. Opera di Harm Lagaay (designer) e Ulrich Bez (direttore tecnico), non venne ideata per essere prodotta in serie, ma come prototipo per un possibile remake del design della Porsche 911. Lagaay sperava comunque in una produzione in piccola serie della Panamericana, ma ciò non avvenne a causa della grave crisi finanziaria della Porsche scoppiata alla fine degli anni '80, e il progetto venne definitivamente abbandonato nel 1992.

## Tecnica
La Panamericana è un ibrido tra una coupé, una cabriolet, una targa e un fuoristrada. Infatti il tetto, realizzato con materiali impermeabili e che digrada dolcemente verso la parte posteriore, può essere aperto in varie configurazioni tramite una cerniera violacea e la particolare forma dei parafanghi dà la possibilità di mettere ruote di varie dimensioni alla vettura, trasformandola quindi in un vero e proprio fuoristrada sportivo. La carrozzeria venne realizzata con pannelli di plastica e fibra di carbonio, soluzione molto all'avanguardia per l'epoca che permise di ridurre il peso della vettura. Il motore venne montato posteriormente. È un sei cilindri con una potenza massima di 253 CV (lo stesso della 911 Carrera 4). Ha un'accelerazione da 0 a 100 km/h in 5,8 secondi e può raggiungere una velocità massima di 260 km/h.